# (9427) Righini
(9427) Righini ist ein Asteroid des Hauptgürtels, der am 14. Februar 1996 von den italienischen Astronomen Ulisse Munari und Maura Tombelli am Osservatorio Astrofisico di Asiago Cima Ekar (IAU-Code 098) auf der Hochebene von Asiago, 90 km nordwestlich von Padua, entdeckt wurde.
Der Asteroid gehört zur Eos-Familie, einer Gruppe von Asteroiden, welche typischerweise große Halbachsen von 2,95 bis 3,1 AE aufweisen, nach innen begrenzt von der Kirkwoodlücke der 7:3-Resonanz mit Jupiter, sowie Bahnneigungen zwischen 8° und 12°. Die Gruppe ist nach dem Asteroiden (221) Eos benannt. Es wird vermutet, dass die Familie vor mehr als einer Milliarde Jahren durch eine Kollision entstanden ist.
(9427) Righini wurde am 28. Juli 1999 nach dem italienischen Astronomen und Sonnenphysiker Guglielmo Righini (1908–1978) benannt.